# Благоев, Благой
Благой Благоев (род. 4 декабря 1956, Велики-Преслав, Болгария) — болгарский тяжелоатлет, многократный чемпион Болгарии, чемпион и призёр чемпионатов Европы и мира, призёр летних Олимпийских игр 1980 года в Москве, участник двух Олимпиад, олимпийский рекордсмен и рекордсмен мира. Заслуженный мастер спорта Болгарии.

## Карьера
На летних Олимпийских играх 1976 года в Монреале Благоев набрал в сумме 362,5 кг и мог бы претендовать на серебряную медаль, но был дисквалифицирован из-за положительного теста на допинг.
На следующей Олимпиаде в Москве Благоев завоевал серебряную медаль, набрав в сумме 372,5 кг, уступив при этом советскому спортсмену Юрию Варданяну (400 кг) и опередив представителя Чехословакии Душана Полячика (367,5 кг). По ходу соревнований болгарин установил пять олимпийских рекордов, которые, однако, по ходу соревнований были побиты Варданяном: в рывке (165, 170 и 175 кг) и сумме двоеборья (367,5 и 372,5 кг).
1 мая 1983 года в Варне Благоев установил мировой рекорд в рывке — 195,5 кг.